# Hypanartia charon
Hypanartia charon is een vlinder uit de familie Nymphalidae. De wetenschappelijke naam van de soort is voor het eerst geldig gepubliceerd in 1878 door William Chapman Hewitson.